# Tischtennis-Europameisterschaft 1966
Die 5. Tischtennis-Europameisterschaft fand vom 13. bis 20. April 1966 in London im Empire Pool, der heutigen Wembley Arena statt.
Bei den Schweden verteidigten die Mannschaft und Kjell Johansson im Einzel den Titel. Johansson wurde zudem im Doppel mit Hans Alsér Europameister. Die Rumänin Maria Alexandru gewann den Titel im Dameneinzel, Éva Kóczián/Erzsébet Jurik siegten im Doppel. Das Damenteam von Ungarn holte eine weitere Medaille.
Die deutsche Damenmannschaft kam auf Platz vier, das Damendoppel Agnes Simon/Edit Buchholz erreichte das Halbfinale.

## Austragungsmodus Mannschaften
Insgesamt waren 30 Herren- und 24 Damenteams gemeldet. In der Vorrunde spielte in acht Dreier- oder Vierergruppen jede Mannschaft gegen jede. Die acht Sieger erreichten die Zwischenrunde, die in zwei Vierergruppen ausgetragen wurde. Die Sieger dieser beiden Gruppen gelangten ins Endspiel. Analog spielten die acht Zweiten der Vorrunde in zwei Gruppen um die Plätze 9 bis 16 sowie die acht Dritten der Vorrunde in zwei Gruppen um die Plätze 17 und schlechter.
Gespielt wurde bei den Herren mit Dreiermannschaften nach dem Swaythling-Cup-System, also ohne Doppel. Ein Damenteam bestand aus zwei Spielerinnen. Gespielt wurde nach dem Corbillon-Cup-System, also zuerst zwei Einzel, dann ein Doppel und danach wieder maximal zwei Einzel.
Endstand der Zwischenrunde
| Platz | Herren-Gruppe A | Herren-Gruppe B |
| ----- | --------------- | --------------- |
| 1.    | Schweden        | UdSSR           |
| 2.    | Rumänien        | Jugoslawien     |
| 3.    | England         | CSR             |
| 4.    | Ungarn          | Deutschland     |

| Platz | Damen-Gruppe A | Damen-Gruppe B |
| ----- | -------------- | -------------- |
| 1.    | UdSSR          | Ungarn         |
| 2.    | ČSSR           | Deutschland    |
| 3.    | England        | Rumänien       |
| 4.    | Polen          | DDR            |

## Abschneiden der Deutschen
Hannelore Männer wurde als Ersatz für Rosemarie Seidel nominiert, die im Vorfeld auf eine Teilnahme verzichtet hatte.

### Herrenmannschaft Deutschland
Die deutschen Herren trafen in der Vorrundengruppe 6 auf Norwegen und Polen. Beide Spiele wurden mit 5:0 gewonnen.
In der Zwischenrundengruppe hießen die Gegner der Deutschen UdSSR, Jugoslawien und ČSSR. Lediglich gegen die UdSSR gelang ein 5:2-Erfolg. Dagegen verlor das Team gegen 4:5 gegen die ČSSR und 1:5 gegen Jugoslawien. Im Spiel um die Plätze 7 und 8 gewann Deutschland mit 5:4.
Bester deutscher Mannschaftsspieler war Eberhard Schöler, der lediglich gegen Istvan Korpa verlor und sonst alle Spiele gewann.

### Damenmannschaft Deutschland
Das Damenteam setzte sich in der Vorrundengruppe 6 gegen Schottland und Belgien mit jeweils 3:0 durch. In der Zwischenrunde gab es einen unerwarteten 3:0-Erfolg gegen Rumänien. Mit dem gleichen Ergebnis gewann sie gegen die DDR:
```
 
Agnes Simon
    – 
Gabriele Geißler
   2:1
 
Edit Buchholz
  – 
Elke Richter
       2:0
 
Simon
/
Buchholz
 – 
Geißler
/
Hovestädt
  2:0
```

Wegen der folgenden 0:3-Niederlage gegen Ungarn wurde der Einzug ins Endspiel verpasst. Im Spiel um Platz drei unterlag Deutschland der ČSSR mit 0:3.

### Herreneinzel
Eberhard Schöler, der bei der vorherigen Weltmeisterschaft Bronze gewonnen hatte, zählte zu den Favoriten. Daher zeigte sich die Fachwelt enttäuscht, als er nach 3:0 Siegen über Danielsen (Norwegen) und Francis Dubus (Frankreich) gegen den Ungarn Péter Rózsás ausschied. Karl-Heinz Scholl verlor in der ersten Runde gegen Vladimír Miko (ČSSR). Hans Micheiloff kam gegen Gerard Bakker (Niederlande) und Christos Christodoulatos (Griechenland) zwei Runden weiter, dann jedoch war Hans Alsér (Schweden) zu stark. Dieter Weitz besiegte Tony Piddock (England), war dann aber gegen Sándor Harangi (Ungarn) ohne Chance. Martin Ness überzeugte gegen den Russen Sarkis Sarchajan um dann mit 0:3 an Siegfried Lemke (DDR) zu scheitern. Günter Köcher verpasste die Qualifikation gegen Bengt Levin (Schweden). In der anschließenden Trostrunde kam er durch Siege über u. a. Cornelius Warren (England) bis ins Endspiel.

### Herrendoppel
Schöler/Weitz wurden von den späteren Europameistern Alsér/Johansson (Schweden) gestoppt. Unter die letzten Acht schafften es Ness/Micheiloff, wo sie gegen Jaroslav Staněk/Vladimír Miko (ČSSR) verloren. Scholl/Köcher schalteten die Polen Janusz Kusinski/Zbigniew Calinski aus, nicht aber die Jugoslawen Istvan Korpa/Edvard Vecko.

### Dameneinzel
Agnes Simon schied nach einem Sieg über Cirila Pirc (Jugoslawien) gegen die Russin Signe Paisjärv aus. Edit Buchholz verlor gegen Erzsébet Jurik (Ungarn). Hannelore Männer rechtfertigte ihre Nominierung. Sie überstand die Qualifikation, besiegte Lena Rundström (Schweden), Morreau (Spanien), Peyan (Jugoslawien) und Liza (Finnland) und scheiterte erst unter den letzten 16 an Mary Shannon-Wright (England). Jutta Krüger gewann gegen Marie-France Petre (Belgien), dann war jedoch die spätere Europameisterin Maria Alexandru (Rumänien) zu stark.
Gabriele Geißler kam bis unter die letzten acht. Unter anderen hatte sie gegen die Ungarin Erzsébet Jurik gewonnen.

### Damendoppel
Simon/Buchholz schlugen Cirila Pirc/Tatjana Jecmenica (Jugoslawien) und Rita Pogosova/Richter (UdSSR/DDR) und gelangten so ins Halbfinale. Hier unterlagen sie Éva Kóczián/Erzsébet Jurik (Ungarn) mit 1:3.
Das Zufallsdoppel Krüger/Männer verlor gegen Czeslawa Noworyta/Danuta Calinska (Polen).

### Mixed
Von den deutschen Mixedpaarungen zeigten sich die Experten enttäuscht, weil diese sehr früh ausschieden: Schöler/Simon gegen Sándor Harangi/Éva Kóczián (Ungarn), Weitz/Buchholz gegen Günter Heine/Willinger (Österreich), Scholl/Männer gegen Gennadi Averin/Laima Balaishite (UdSSR), Micheiloff/Krüger gegen Ralph Gunnion/Pauline Martin (England).

## Politik
Den beiden deutschen Vertretern BRD und DDR wurde auf der ETTU-Tagung im Oktober 1965 in Budapest auferlegt, außer der Bezeichnung DTTB und DTTV keine anderen Länderbezeichnungen zu verwenden. Auch durften sie keine Staatsembleme zeigen.

## ITTF- und ETTU-Kongress
Parallel zu den Wettkämpfen tagten in London die ITTF- und ETTU-Komitees.
Der Weltverband ITTF beschloss, die Weltmeisterschaft 1967 nicht in Melbourne auszutragen, weil die australische Regierung nicht garantieren wollte, dass alle Nationen – speziell Nordvietnam – einreisen dürfen. Diskutiert wurde eine Änderung der Aufschlagregel, wonach beim Aufschlag Schiedsrichter und Gegner den Ball sehen müssen.
Der europäische Verband ETTU legte fest, dass der ETTU Cup (Messepokal) unter Aufsicht der ETTU stattfinden soll. Zudem wurde über die Einführung einer Europaliga beraten. Die Satzung wurde dahingehend geändert, dass Präsidium aus Präsident, Vizepräsident und Generalsekretär bestehen sollte. Das ETTU-Komitee wurde auf acht Mitglieder erweitert, die nächste Ausrichtung der Europameisterschaft nach Lyon vergeben. Der DTTB-Generalsekretär Heinz Grelke wurde in den ETTU-Vorstand gewählt.

## Ergebnisse
| Wettbewerb        | Rang | Sieger                                                                                        |
| ----------------- | ---- | --------------------------------------------------------------------------------------------- |
| Mannschaft Herren | 1.   | Schweden (Kjell Johansson, Hans Alsér, Carl-Johan Bernhardt)                                  |
| Mannschaft Herren | 2.   | UdSSR (Sarkis Sarchajan, Stanislaw Gomoskow, Anatoli Amelin)                                  |
| Mannschaft Herren | 7.   | Deutschland (Eberhard Schöler, Hans Micheiloff, Martin Ness, Dieter Weitz, Karl-Heinz Scholl) |
| Mannschaft Herren | 9.   | DDR (Siegfried Lemke, Bernd Pornack, Wolfgang Stein, Heribert Zitzmann, Wolfgang Vater)       |
| Mannschaft Herren | 15.  | Österreich (Günter Heine, Josef Eberl, Josef Sedelmayer, Herbert Duschanek, Gerhard Zinke)    |
| Mannschaft Herren | 25.  | Schweiz                                                                                       |
| Mannschaft Damen  | 1.   | Ungarn (Éva Kóczián, Erzsébet Jurik)                                                          |
| Mannschaft Damen  | 2.   | UdSSR (Swetlana Grinberg, Signe Paisjärv)                                                     |
| Mannschaft Damen  | 4.   | Deutschland (Agnes Simon, Edit Buchholz, Heide Dauphin, Ingrid Kriegelstein, Jutta Krüger)    |
| Mannschaft Damen  | 7.   | DDR (Gabriele Geißler, Doris Kalweit, Elke Richter)                                           |
| Mannschaft Damen  | 13.  | Österreich (Friederike Scharfegger, Elisabeth Willinger, Henrike Willinger)                   |
| Mannschaft Damen  | 14.  | Schweiz (Monique Jaquet, Christiane Andre, Michele Stirn)                                     |
| Herren Einzel     | 1.   | Kjell Johansson (SWE)                                                                         |
| Herren Einzel     | 2.   | Vladimír Miko (ČSSR)                                                                          |
| Herren Einzel     | 3.   | Anatoli Amelin (UdSSR)                                                                        |
| Herren Einzel     | 3.   | Štefan Kollárovits (ČSSR)                                                                     |
| Damen Einzel      | 1.   | Maria Alexandru (ROM)                                                                         |
| Damen Einzel      | 2.   | Swetlana Grinberg (UdSSR)                                                                     |
| Damen Einzel      | 3.   | Éva Kóczián (HUN)                                                                             |
| Damen Einzel      | 3.   | Marta Lužová (ČSSR)                                                                           |
| Herren Doppel     | 1.   | Hans Alsér/Kjell Johansson (SWE)                                                              |
| Herren Doppel     | 2.   | Jaroslav Staněk/Vladimír Miko (CSR)                                                           |
| Herren Doppel     | 3.   | Anatoli Amelin/Stanislaw Gomoskow (UdSSR)                                                     |
| Herren Doppel     | 3.   | Istvan Korpa/Edvard Vecko (JUG)                                                               |
| Damen Doppel      | 1.   | Éva Kóczián/Erzsébet Jurik (HUN)                                                              |
| Damen Doppel      | 2.   | Marta Lužová/Irena Mikócziová (ČSSR)                                                          |
| Damen Doppel      | 3.   | Mary Shannon-Wright/Diane Rowe-Schöler (ENG)                                                  |
| Damen Doppel      | 3.   | Agnes Simon/Edit Buchholz (GER)                                                               |
| Mixed             | 1.   | Vladimír Miko/Marta Lužová (CSR)                                                              |
| Mixed             | 2.   | Chester Barnes/Mary Shannon-Wright (ENG)                                                      |
| Mixed             | 3.   | Dorin Giurgiuca/Maria Alexandru (ROM)                                                         |
| Mixed             | 3.   | Péter Rózsás/Sarolta Lukacs (HUN)                                                             |